# Junji Koizumi
Junji Koizumi (jap. 小泉 淳嗣 Koizumi Junji; ur. 11 stycznia 1968) – japoński piłkarz występujący na pozycji obrońcy.

## Kariera klubowa
Od 1988 do 1997 roku występował w klubach Yokohama Marinos, Yokohama Flügels i Kawasaki Frontale.